# Blanket (Texas)
Blanket è una città degli Stati Uniti d'America, nella Contea di Brown, nello Stato del Texas. Posta nella parte centroccidentale dello Stato, i confini orientali della città coincidono con la Contea di Comanche. Nel censimento del 2000, la popolazione era di 402 abitanti totali.